# Giuseppe Buluggiu
Giuseppe Buluggiu (Cagliari, 15 ottobre 1967) è un ex arbitro di calcio a 5 italiano.

## Carriera
Arbitro dal 1983, nel 1994 passa all'organo tecnico nazionale dove rimane fino al termine della stagione 2007-08 quando viene dismesso su domanda. Nei suoi tredici anni di permanenza ha diretto tre finali scudetto e due di Coppa Italia. Nel 2003 viene nominato internazionale, debuttando nel turno preliminare della Coppa UEFA 2003-04 nell'incontro Benfica-Kaskada Gračanica 11-0. Nella stessa edizione sarà designato come terzo arbitro nella finale di andata tra Inter Fútbol Sala e Benfica. L'apice della carriera lo raggiunge il 7 maggio 2006 quando insieme a Massimo Cumbo arbitra la finale di ritorno della Coppa UEFA 2005-06 tra Dinamo Mosca e Inter Fútbol Sala. Conclude l'esperienza da internazionale nel 2007. Conclusa la carriera di arbitro effettivo, intraprende quella di osservatore arbitrale nella CAN5, ruolo che ricopre fino al termine della stagione 2013-14 quando viene dismesso su domanda.